# Ariano Irpino
Ariano Irpino ist eine Gemeinde mit 20.889 Einwohnern (Stand 31. Dezember 2023) in der Provinz Avellino, Region Kampanien. Ariano Irpino ist die zweitgrößte Stadt der Provinz.
Die Nachbarorte von Ariano Irpino sind Apice (BN), Castelfranco in Miscano (BN), Flumeri, Greci, Grottaminarda, Melito Irpino, Montecalvo Irpino, Monteleone di Puglia (FG), Savignano Irpino, Villanova del Battista und Zungoli.

## Geschichte
Nach dem Kriegseintritt Italiens im Juni 1940 errichtete das faschistische Regime in Ariano Irpino ein Internierungslager (campo di concentramento). Die Internierten waren in mehreren Wohnhäusern untergebracht; es handelte sich bei ihnen um politische Oppositionelle, um Angehörige der slawischen Minderheiten in den italienischen Grenzprovinzen und um Jugoslawen aus den von Italien besetzten und annektierten Gebieten. Vereinzelt kamen auch ausländische Juden, Angehörige verfeindeter Nationen und sogar faschistische Informanten nach Ariano Irpino. Im Juli 1943 wurden die italienischen Insassen in die Freiheit entlassen. Das Lager wurde nach dem 8. September 1943 endgültig geschlossen.

## Bevölkerungsentwicklung
Zwischen 1991 und 2001 stieg die Einwohnerzahl von 23.040 auf 23.505. Dies entspricht einer prozentualen Zunahme von 2,0 %.

## Söhne und Töchter der Stadt
- Diomede Carafa (1492–1560), Kardinal der römisch-katholischen Kirche
- Filippo Maria Pirelli (1708–1771), Kardinal
- Enea Franza (1907–1986), Politiker
- Massimiliano Palinuro (* 1974), römisch-katholischer Geistlicher, Apostolischer Vikar von Istanbul
- Francesca Albanese (* 1977), UN-Sonderberichterstatterin für Palästina
- Luigi Grasso (* 1986), Jazzmusiker
- Pasquale Grasso (* 1988), Jazzmusiker